# Фратамађоре
Фратамађоре (итал. Frattamaggiore) је насеље у Италији у округу Напуљ, региону Кампанија.
Према процени из 2011. у насељу је живело 29822 становника. Насеље се налази на надморској висини од 51 м.

## Становништво
| 1931.  | 1936.  | 1951.  | 1961.  | 1971.  | 1981.  | 1991.  | 2001.  | 2011.  |
| ------ | ------ | ------ | ------ | ------ | ------ | ------ | ------ | ------ |
| 18.131 | 19.168 | 23.691 | 30.018 | 34.836 | 38.155 | 36.089 | 32.731 | 30.241 |